# Bill Berry
Bill Berry (født 31. juli 1958) er tidligere trommeslager i det amerikanske band R.E.M.